# LGV Pékin - Taipei
 (avril 2014).
Si vous disposez d'ouvrages ou d'articles de référence ou si vous connaissez des sites web de qualité traitant du thème abordé ici, merci de compléter l'article en donnant les références utiles à sa vérifiabilité et en les liant à la section « Notes et références ».

Trajet de la ligne en bleu

La ligne à grande vitesse Pékin - Taipei, ou LGV Jing-tai (chinois simplifié : 京台高速铁路 ; chinois traditionnel : 京台高速鐵路 ; pinyin : Jing Tai Gaosu Tielu) est une ligne à grande vitesse projetée pour relier Pékin (république populaire de Chine) et Taipei (république de Chine). 
Les tronçons entre Pékin et Fuzhou, constituant en réalité la ligne à grande vitesse Pékin - Fuzhou ou LGV Jing-fu, sont achevés et en service depuis la mise en service de la LGV Hefei - Fuzhou.

## Historique
La ligne est constituée de plusieurs tronçons majeurs, construits sur différentes phases et progressivement mis en service.

### Pékin - Bengbu
Cette section est partagée avec les voies de la LGV Pékin - Shanghai, entre la gare de Pékin-Sud et la gare de Bengbu-Sud.

### Fuzhou - Pingtan
Cette section est en cours de construction et mise en service fin 2020, constituant en réalité un prolongement de la LGV Hefei - Fuzhou jusqu'à île de Pingtan.

### Pingtan - Taipei
Cette section hypothétique est prévu par les autorités chinoises dans le plan de développement du réseau à grande vitesse. En passant par le détroit de Taïwan, de Pingtan à Hsinchu, en tunnel sous-marin, puis de Hsinchu à Taipei, la ligne partagerait son parcours avec la ligne à grande vitesse de Taïwan. La construction de ce dernier tronçon était toutefois contesté en 2007 par Taïwan.
En raison des relations politiques inter-détroit, le projet ne risque pas de se concrétiser à court-terme.